# Ebenfurth
Ebenfurth osztrák város Alsó-Ausztria Bécsújhelyvidéki járásában. 2020 januárjában 3121 lakosa volt. 

## Elhelyezkedése

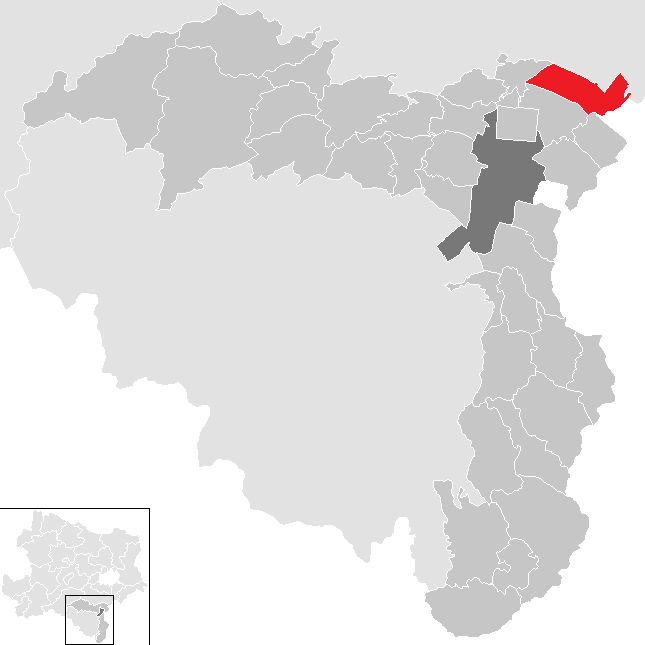
Ebenfurth a Bécsújhelyvidéki járásban

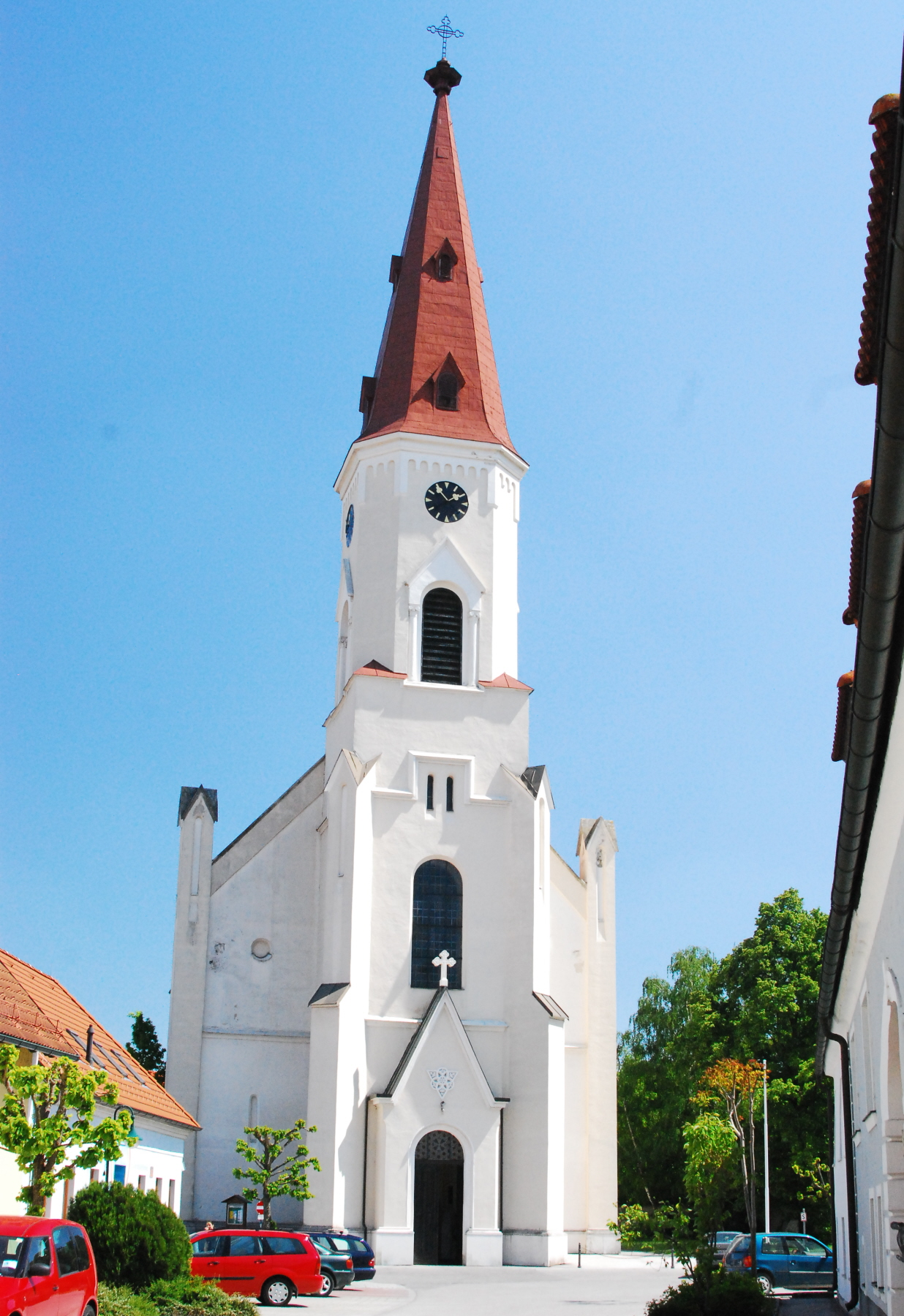
A Szt. Ulrik-plébániatemplom

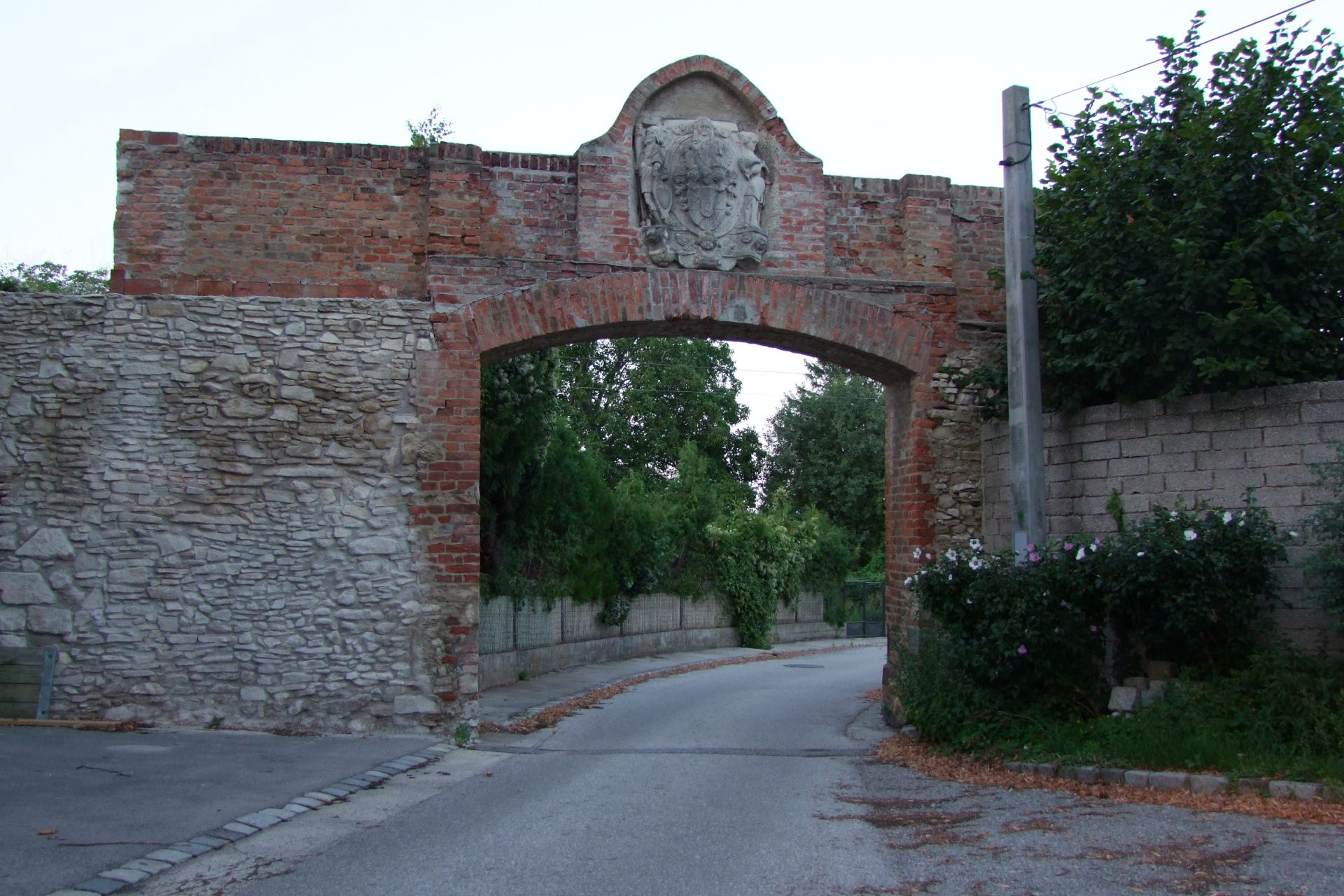
A középkori városfal Anna-kapuja

Ebenfurth a tartomány Industrieviertel régiójában fekszik a Bécsi-medence délkeleti peremén, a Warme Fischa folyó bal partján. Területének 18,2%-a erdő, 67,3% áll mezőgazdasági művelés alatt. Az önkormányzat 3 településrészt és falut egyesít: Ebenfurth (2498 lakos 2020-ban), Großmittel (6 lakos) és Haschendorf (617 lakos). A kataszteri közösségek Ebenfurth és Haschendorf.
A környező önkormányzatok: délre Zillingdorf, délnyugatra Eggendorf, nyugatra Sollenau, északnyugatra Schönau an der Triesting, északra Pottendorf, keletre Szarvkő, délkeletre Lajtaújfalu (utóbbi kettő Burgenlandban).

## Története
Ebenfurth első említése 1160-ból származik, ekkor a passaui püspök birtoka volt. Szt. Ulriknak szentelt temploma 1219-ben szerepel először a forrásokban. 1268-ban a johannita lovagrendhez került és ott is maradt egészen 1748-ig. 1270-ben a Pottendorfok kapták hűbérül, akik felépítették az ebenfurthi várat. 1417-ben egy pecsét felirata szerint a település már város volt, városjogokkal rendelkezett. 1486-ban Mátyás magyar király megszállta Ebenfurthot, amely hat évig magyar uralom alatt maradt. A 16. század közepén a johanniták iskolát és ispotályt alapítottak. 1589-ben II. Rudolf császár kamarása, Wolf von Unverzagt szerezte meg a várost és jelentős fejlesztésekbe kezdett. Felállították a Szentháromság-oszlopot és a várat reneszánsz stílusú kastéllyá alakították; ekkor nyerte el mai külsejét. Ekkoriban alakították ki a zsidó gettót is, ám 1670-ben minden zsidót kiűztek a városból. 
1749-ben a johannita (ekkor már Máltai) rend kivonult Ebenfurthból, amely önálló egyházközséggé vált. 1812-ben az angol Jonathan Thorton fonóüzemet létesített, amellyel megkezdődött a város lendületes iparosítása. 1839-ben az addigi településtől délre megalapították Neu Ebenfurth-ot, amelyhez papírgyár, fonó- és szövőüzem, tajtékpipa- és gombgyártó üzem tartozott és 600 munkás dolgozott bennük. A szállításhoz a Fischához és a Lajtához csatlakozó csatornát építettek, később pedig széntüzeléses erőmű szolgáltatott energiát a gyáraknak, amelyhez a lignitet a szomszédos Zillingdorfban bányászták. 
Az 1848-as forradalom során Magyarország felé menekülő osztrák forradalmárokat fogtak el és végeztek ki Ebenfurthban. Az új alkotmány azonban lehetővé teszi a városi önkormányzat megalakítását és az első polgármester megválasztását. 1869-ben megépül a Bécs-Pottendorf vasút, amely további lendületet ad az ebenfurthi iparnak is. Az első világháborúban lőszergyártásra álltak át, de 1917 júniusában több lőszerraktár és egy megrakott vasúti szerelvény is felrobbant; a balesetnek 6 halálos áldozata volt. A világháború utáni gazdasági válságban és helyzetének megváltozásával (Burgenland Ausztriához csatolásával Ebenfurth már nem az a fontos határmenti kereskedelmi csomópont, mint korábban) az ipar válságba jut és leépül. Az Anschluss után a nemzetiszocialista kormányzat ismét felfejlesztette a fegyvergyártást és a németországi munkásokkal és kényszermunkásokkal a város lakossága háromszorosára nőtt. 1943 október 14-én a szövetségesek 116 bombát dobtak a városra, a támadásban 37-en haltak meg. A második világháborúban 102 ebenfurthi halt meg, 39 eltűnt, 302-en pedig fogságba estek.      

## Lakosság

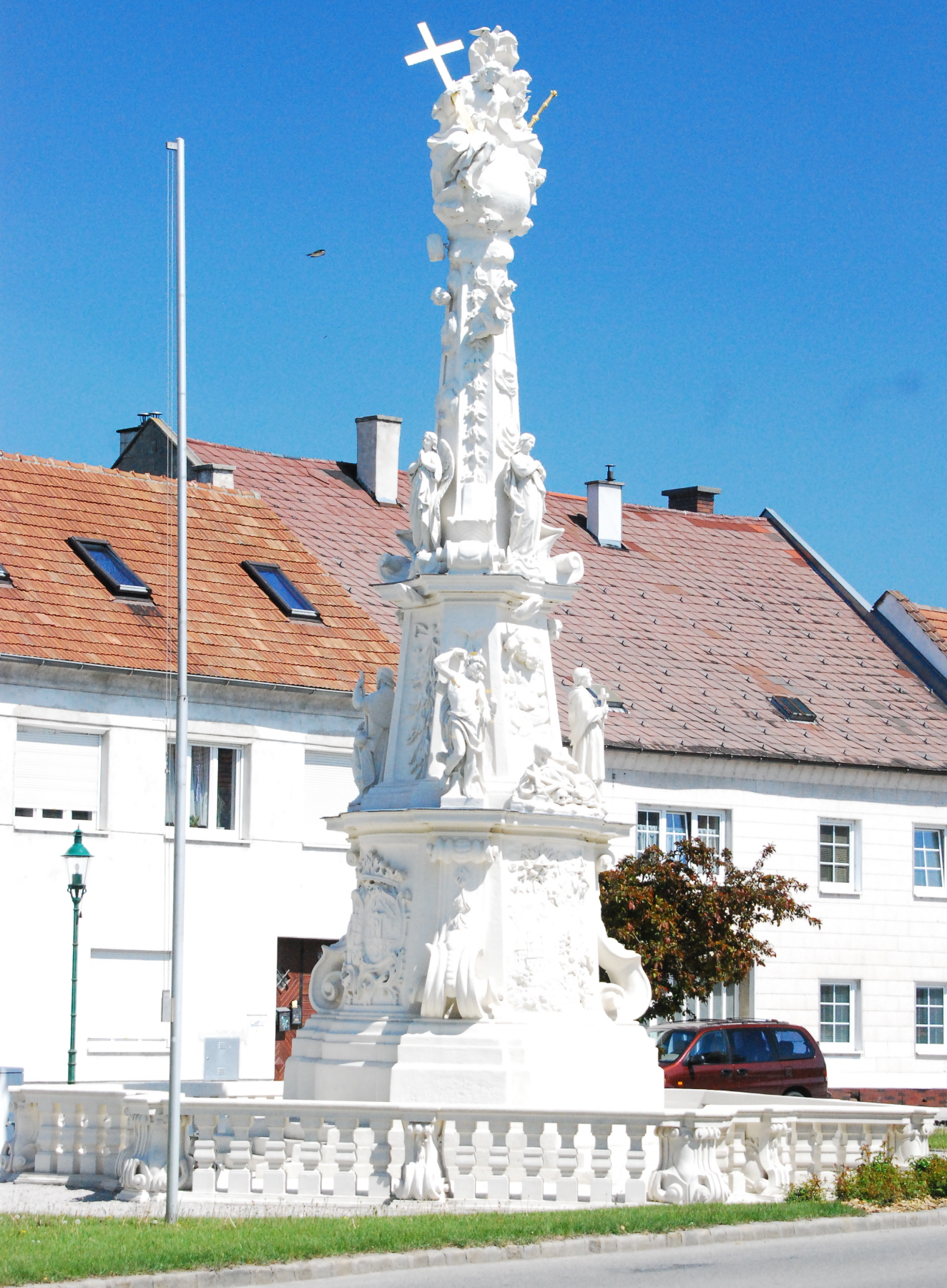
A Szentháromság-oszlop

Az ebenfurthi önkormányzat területén 2020 januárjában 3121 fő élt. A lakosságszám 1981 óta gyarapodó tendenciát mutat. 2018-ban az ittlakók 81,4%-a volt osztrák állampolgár; a külföldiek közül 1,3% a régi (2004 előtti), 7,9% az új EU-tagállamokból érkezett. 7,1% a volt Jugoszlávia (Szlovénia és Horvátország nélkül) vagy Törökország, 2,3% egyéb országok polgára volt. 2001-ben a lakosok 57,4%-a római katolikusnak, 6% evangélikusnak, 3% ortodoxnak, 11,5% mohamedánnak, 19,3% pedig felekezeten kívülinek vallotta magát. Ugyanekkor a legnagyobb nemzetiségi csoportokat a német (80,3%) mellett a törökök (9,9%), a horvátok (2,6%), a szerbek (2%), és a magyarok (1,8%, 48 fő )alkották. 
A népesség változása:

| 2016 | 3 047 |
| 2018 | 3 170 |

## Látnivalók
- az ebenfurthi kastély
- a Szt. Ulrik-plébániatemplom
- az 1713-ban emelt Szentháromság-oszlop
- a középkori városfal maradványai

## Fordítás
- Ez a szócikk részben vagy egészben  az   Ebenfurth című német Wikipédia-szócikk ezen változatának fordításán alapul.  Az eredeti cikk szerkesztőit annak laptörténete sorolja fel. Ez a jelzés csupán a megfogalmazás eredetét és a szerzői jogokat jelzi, nem szolgál a cikkben szereplő információk forrásmegjelöléseként.